# Israel Singer
Israel Singer (ur. 29 lipca 1942 w Nowym Jorku) – amerykański prawnik i działacz społeczny pochodzenia żydowskiego, w latach 2001–2007 sekretarz generalny Światowego Kongresu Żydów.

## Życiorys
Dorastał w nowojorskim Brooklynie jako syn imigrantów z Austrii. Studiował politologię i teorię polityki w Nowym Jorku.
Udzielał się jako aktywista i adwokat ofiar Holokaustu. Jako przewodniczący Światowej Żydowskiej Organizacji Restytucyjnej zajmował się rekompensatami finansowymi dla ocalałych z Holokaustu. Negocjował w tej sprawie z Norwegią, Szwecją, Szwajcarią, Austrią, Niemcami i Polską.
W październiku 2001 został powołany na stanowisko przewodniczącego Światowego Kongresu Żydów. W 2002 został wybrany przewodniczącym Konferencji Żydowskich Roszczeń Materialnych wobec Niemiec (ang. Conference on Jewish Material Claims Against Germany). Pełnił również rolę wiceprzewodniczącego Instytutu Jad Waszem.
14 marca 2007 Singer został odwołany z pełnionych funkcji przez przewodniczącego Światowego Kongresu Żydów Edgara M. Bronfmana za sprzeniewierzanie środków finansowych.